# Glussici
Glussici (in croato Gora Glušići)  è un insediamento del comune di Albona, nella regione istriana, in Croazia. Nel 2001, la località conta 30 abitanti.

## Società

### Evoluzione demografica
Evoluzione demografica della località di Glussici secondo i seguenti anni: 
1880 = 11 ab.| 1890 = 28 ab.| 1900 = 36 ab.| 1910 = 34 ab.| 1948 = 109 ab.| 1953 = 91 ab.| 1961 = 67 ab.| 1971 = 53 ab.| 1981 = 46 ab.| 1991 = 37 ab.| 2001 = 30  ab.